# Laborant
Laborant ist die Bezeichnung für einen Ausbildungsberuf in der Sparte Dienstleistung, dessen Tätigkeit je nach Art des Labors unterschiedlich ausfällt. Bis zum Ende des 19. Jahrhunderts war Laborant die Bezeichnung für Kräutersammler, die ihre Heilkräuter selbst verarbeiteten und verkauften. Sie waren in einer Gilde der Laboranten oder Landapotheker zusammengeschlossen und bildeten Lehrlinge aus, die nach fünfjähriger Lehrzeit das Recht erwarben, Arzneimittel zuzubereiten.

## Laboranten nach Tätigkeiten
- Baustoffprüfer: Durchführung der verschiedenen Untersuchungen für Asphaltmischanlage, Betonmischwerke bzw. für den Bauherrn. Prüfung von Gesteinskörnungen, Beton, Asphalt und anderen Baustoffen.
- Biologielaborant: Beobachtung und Kontrolle und Auswertung von Versuchsabläufen gehören ebenso zur Tätigkeit wie die Untersuchungen an Tieren, Pflanzen und Mikroorganismen. Der Tätigkeitsbereich erstreckt sich hauptsächlich in Forschungslaboren der Medizin und im öffentlichen Gesundheitswesen. In der Privatwirtschaft werden sie bei Pharmaunternehmen und Kosmetikaproduzenten sowie in bestimmten Bereichen der Lebensmittelherstellung benötigt.
- Chemielaborant: Sie sind meist in der chemischen Analytik und gelegentlich auch in der chemischen Produktion beschäftigt und arbeiten in den Kernbereichen Qualitative Analyse und Quantitative Analyse.
- Fotolaborant: Sie sind für die Entwicklung, Bearbeitung und Optimierung des fotografischen bzw. des digitalen Bildmaterials zuständig.
- Lacklaborant: Sie sind für die Entwicklung, Optimierung, Herstellung, Prüfung und Anwendung von Lack und Farbe zuständig. (Laborant EFZ Farbe und Lack)
- Landwirtschaftlich-technischer Assistent: Führen agrarwirtschaftliche Untersuchungen, physikalischer, chemischer, biochemischer und mikroskopischer Art an Pflanzen und Tieren, sowie an landwirtschaftlichen Produkten durch.[1]
- Milchwirtschaftlicher Laborant: Sie überprüfen Milch und Milchprodukte auf Bakterien und allgemein auf Fremdstoffe.[2]
- Physiklaborant: Sie finden Einsatz in Prüf-, Mess- und Forschungslabors. Auch im Technischen Handel, in der Fabrikation und im Consulting sind sie anzutreffen.
- Textillaborant: Sie arbeiten in Labors der Textilindustrie in den Schwerpunkten Textiltechnik, Textilveredelung, und Textilchemie.